# National Novel Writing Month
NaNoWriMo, o National Novel Writing Month (Mes Nacional de Escribir Novelas), es un proyecto de escritura creativa originado en el Área de la Bahía de San Francisco en los Estados Unidos, en el cual cada participante intenta escribir una novela de al menos 50.000 palabras durante el mes de noviembre.
El proyecto fue creado por Chris Baty en julio de 1999. Ese año contó con 21 participantes. Desde el año 2000 se celebra anualmente en el mes de noviembre. A pesar del nombre, el proyecto es ahora internacional. En el 2005, 59.703 personas participaron, y 9.765 fueron declarados ganadores, cada una habiendo escrito un mínimo de 50.000 palabras. La acumulación total de palabras de todos los participantes en el 2005 fue de 714.227.354.
Las novelas de los participantes pueden ser de cualquier tema y cualquier género. Estos no deben haber comenzado antes de la medianoche del 1 de noviembre, y habrán de terminar antes de la medianoche del 30 de noviembre, hora local. Avanzar con planificación y notas es permisible, pero no escritos que puedan introducirse en el cuerpo de las novelas.
Existe el debate sobre si la meta es el escribir una novela completa de 50.000 palabras o simplemente escribir las primeras 50.000 palabras de una novela que puede requerir más texto para completarse. Aunque lo primero es probablemente más satisfactorio, y muchos participantes apuntan a completar sus escritos pasando el límite del número de palabras, una novela de 50.000 palabras no es considerada larga de acuerdo a los estándares de trabajos publicados, y podría ser más adecuado describirla como una novela corta.
No se dan premios por excepcional tamaño, calidad o velocidad. Cualquiera que pase el límite de las 50.000 palabras es declarado "ganador". A partir del 25 de noviembre, los participantes pueden enviar su novela para que su envergadura sea verificada automáticamente y el autor reciba un certificado imprimible, un icono que pueda colocarse en la web y la introducción de su nombre en la lista de ganadores.
NaNoWriMo no cuenta con verificadores personales ni precauciones para prevenir la trampa. Con todo, puesto que el mayor premio de haber ganado es la satisfacción personal de haber escrito la novela, se considera que hay poco incentivo para hacer trampa.
Para "ganar" en el NaNoWriMo, los participantes deberían escribir un promedio de unas 1667 palabras al día, lo cual es casi dos páginas con espacio sencillo y fuente tamaño 12.
Esta filosofía de “cantidad sobre calidad” está resumida en el libro publicado por Chris Baty acerca del NaNoWriMo: No Plot? No Problem! (¿No hay argumento? ¡No hay problema!).

## Novelas publicadas
Aproximadamente 100 novelas relacionadas con NaNoWriMo han sido publicadas de manera tradicional. Dichas novelas, si bien no todas ellas fueron escritas en el lapso del evento, tuvieron su inicio durante el mismo Algunos ejemplos notables incluyen:
- Agua para elefantes de Sara Gruen, publicada por Algonquin Books of Chapel Hill y que dio lugar a la adaptación cinematográfica del mismo nombre[4]
- El Circo de la Noche de Erin Morgenstern, publicado por Doubleday[5]
- La persistencia de la memoria de Amelia Atwater-Rhodes, publicado por Delacorte Press[4]
- Fangirl de Rainbow Rowell, publicado por St. Martin's Press
- Ana y el beso francés de Stephanie Perkins, publicado por Dutton Juvenile
- No me conoces pero soy tu mejor amigo de Cata Kaoe, publicado por Penguin Random House Grupo Editorial